# Одум (Джорджія)
Одум (англ. Odum) — місто (англ. town) в США, в окрузі Вейн штату Джорджія. Населення — 463 особи (2020).

## Географія
Одум розташований за координатами 31°40′19″ пн. ш. 82°1′27″ зх. д. / 31.67194° пн. ш. 82.02417° зх. д. (31.671838, -82.024116).  За даними Бюро перепису населення США в 2010 році місто мало площу 5,03 км², з яких 5,02 км² — суходіл та 0,01 км² — водойми.

## Демографія
Згідно з переписом 2010 року, у місті мешкали 504 особи в 188 домогосподарствах у складі 137 родин. Густота населення становила 100 осіб/км².  Було 218 помешкань (43/км²).
Расовий склад населення:
| - 87,5 % — білих - 8,7 % — чорних або афроамериканців - 1,6 % — азіатів - 0,2 % — корінних американців |

До двох чи більше рас належало 2,0 %. Частка іспаномовних становила 1,6 % від усіх жителів.
За віковим діапазоном населення розподілялося таким чином: 28,0 % — особи молодші 18 років, 57,5 % — особи у віці 18—64 років, 14,5 % — особи у віці 65 років та старші. Медіана віку мешканця становила 37,4 року. На 100 осіб жіночої статі у місті припадало 95,3 чоловіків;  на 100 жінок у віці від 18 років та старших — 101,7 чоловіків також старших 18 років.
Середній дохід на одне домашнє господарство  становив 58 988 доларів США (медіана — 57 250), а середній дохід на одну сім'ю — 64 194 долари (медіана — 62 941). За межею бідності перебувало 19,8 % осіб, у тому числі 26,3 % дітей у віці до 18 років та 7,3 % осіб у віці 65 років та старших.
Цивільне працевлаштоване населення становило 196 осіб. Основні галузі зайнятості: освіта, охорона здоров'я та соціальна допомога — 24,5 %, будівництво — 17,3 %, виробництво — 15,8 %, роздрібна торгівля — 14,8 %.